# Daulia magdalena
Daulia magdalena is een vlinder uit de familie van de grasmotten (Crambidae), uit de onderfamilie van de Spilomelinae. De wetenschappelijke naam van deze soort is voor het eerst voorgesteld als Botys magdalena door Charles Henry Fernald in een publicatie uit 1892.
De soort komt voor in het zuidoosten van de Verenigde Staten.